# Заболеваемост
Заболеваемост e броят на новорегистрираните случаи на дадено заболяване в интервала от време (години) за 100 хиляди на населението изразени като процент.

## Метод на изчисление
Очакваният брой случаи на 1000 души население се изчислява като съотношение на новосъздадените заболявания на средното население умножено по 1000.